# Sati Kazanova
Satanej Setgalievna Kazanova, detta Sati (in russo Сатаней Сетгалиевна Казанова?; Nal'čik, 2 ottobre 1982), è una cantante, modella, attrice, presentatrice televisiva e personaggio televisivo russa.

## Biografia
Sati Kazanova nasce a Nal'čik, capitale della repubblica russa di Cabardino-Balcaria, il 2 ottobre del 1982 da una famiglia di etnia adighè e di religione islamica. Ha tre sorelle. 
Si è diplomata in canto accademico, presso il Collegio della Cultura e delle Arti Kabardino-Balkaria di Nal'čik. Ha poi frequentato l'Accademia russa di musica di Gnessin specializzandosi nel canto. In un'intervista rilasciata alla stampa russa nel 2006, la cantante asserí che in futuro avrebbe dovuto sposarsi in fretta, poiché la sorella minore aveva lo stesso intento e, essendo lei la maggiore, la tradizione voleva che si sposasse per prima. Nel 2008, tramite un'altra intervista, la cantante smentì tutto, affermando di non avere nessuna fretta di sposarsi.
Attualmente residente a Mosca, la Kazanova è vegetariana e pratica quotidianamente lo yoga. Il 14 ottobre 2017 si sposa con il blogger e fotografo italiano Stefano Tiozzo. Il 23 ottobre 2024 nasce la loro prima figlia. 
Oltre al cabardo (un idioma caucasico strettamente imparentato con la lingua circassa) e al russo, sue lingue madri, Sati Kazanova parla inglese ed un po' di italiano.

## Carriera

### Musica
Ha iniziato la sua carriera nel 2002 con il gruppo musicale russo, di genere pop, Fabrika, partecipando alla prima edizione della versione russa del noto talent show Star Academy, dove si classificò al secondo posto. Ha lasciato il gruppo nel 2010, per dedicarsi alla carriera da solista. 
Durante la sua carriera è stata premiata diverse volte. Il prestigioso premio russo Golden Gramophone nel biennio 2004-2005. L'anno successivo ha ricevuto invece il premio Astra (in russo Астра?), per la più elegante cantante femminile. 
Il 5 ottobre del 2009, ha ricevuto il riconoscimento di artista onorata della Repubblica di Adighezia, dal presidente della repubblica Aslan Tchakušinov.
Dal 2016 Sati porta avanti un progetto musicale chiamato Sati Ethnica, con il quale pubblica musica legata soprattutto all'induismo. Dal 2019 il progetto diventa la sua attività prevalente, abbandonando la musica pop.

## Discografia

### Singoli
- 2010 - Sem' vos'mych
- 2010 - Igra
- 2011 - Buėnos-Ajres
- 2011 - Potustoronnjaja
- 2012 - Skazka
- 2012 - Čuvstvo lëgkosti (feat. Batishta)
- 2013 - Zima
- 2013 - Dura
- 2013 - My poverim v čudesa
- 2014 - Do rassveta (feat. Arsenium)
- 2014 - Proščaj
- 2016 - Radost', privet!
- 2019 - Ti amo

### Televisione
- Star Academy - Pervyj kanal (2002)
- Fire & Ice (2010)
- Phantom of the Opera  - show televisivo in onda su Pervyj kanal - co-presentatrice (2011)
- One on one! (2013)
- Live sound - Rossija 1 (2014)